# NGC 2305
NGC 2305 في الفهرس العام الجديد، هي مجرة، تقع في كوكبة السمكة الطائرة. اكتشفت في 30 نوفمبر 1834 بواسطة جون هيرشل.

## روابط خارجية
- NGC 2305 على موقع ويكي سكاي: DSS2, SDSS, GALEX, IRAS, Hydrogen α, X-Ray, Astrophoto, Sky Map, Articles and images